# ناتالي روزينجاتج
ناتالي روزينجاتج (بالإنجليزية: Nathalie Rozencwajg) (من مواليد أكتوبر 1975) وهي المؤسسة المشاركة مع مايكل دا كوستا غونفالفز لشركة "RARE Architecture" التي تعمل من مكاتب باريس ولندن.
ولدت ناتالي روزينجاتج في لوكسمبورغ. فازت أعمالها المعمارية بالجائزة الكبرى للمبنى الملكي للمساحين المعتمدين ومشروع العام لعام 2011 في فندق بيثنال غرين تاون هول ، وهو فندق فخم يضم 98 غرفة في هاكني لندن. كانت القاعة التي بنيت في الأصل عام 1910 عبارة عن مبنى تاريخي محمي من الدرجة الثانية، وتمت إضافة «جلد» الألمنيوم بالليزر إلى هيكلها الحالي. تم الاحتفاظ بالعديد من المنحوتات التي قام بها هنري بول في التطوير.
قادت روزينجاتج مع فالنتين بونتيس فان بيك مشروعًا للطلاب بعنوان «مشروع المعابر» لبناء جسر للمشاة بشكل تجريبي في متنزه هوك على مساحة 142 هكتارا من الغابات في دورست، جنوب غرب إنجلترا. تم تمويله من جائزة "Custerson".
في عام 2014، أشارت صحيفة الغارديان إلى أنها واحدة من أفضل «10 نساء في تخصص الهندسة المعمارية».
تعلمت روزينجاتج في كلية الهندسة المعمارية ومركز التصميم في سنغافورة.

## وصلات خارجية
rarearchitecture.com